# Anthomyia retrosimulea
Anthomyia retrosimulea är en tvåvingeart som först beskrevs av Pandelle 1900.  Anthomyia retrosimulea ingår i släktet Anthomyia och familjen blomsterflugor.
Artens utbredningsområde är Frankrike. Inga underarter finns listade i Catalogue of Life.